# Acta Obstetricia et Gynecologica Scandinavica
Acta Obstetricia et Gynecologica Scandinavica, abgekürzt Acta Obstet. Gynecol. Scand. oder AOGS, ist eine wissenschaftliche Fachzeitschrift, die vom Wiley-Blackwell-Verlag veröffentlicht wird. Die Zeitschrift ist das offizielle Publikationsorgan der Nordic Federation of Societies of Obstetrics and Gynecology (NFOG). Sie wurde im Jahr 1921 unter dem Namen Acta Gynecologica Scandinavica gegründet und änderte ihn bereits 1925 in den noch heute gültigen Namen Acta Obstetricia et Gynecologica Scandinavica. Die Zeitschrift erscheint mit zwölf Ausgaben im Jahr und veröffentlicht Arbeiten, die sich mit folgenden Themen beschäftigen:
- Gynäkologie
- Schwangerschaft
- Geburt
- weibliche Urologie
- gynäkologische Onkologie
- Fertilität

Der Impact Factor lag im Jahr 2014 bei 2,426. Nach der Statistik des ISI Web of Knowledge wird das Journal mit diesem Impact Factor in der Kategorie Gynäkologie und Geburtshilfe an 20. Stelle von 79 Zeitschriften geführt.